# Sijbrandus Hellinga Tonckens
Sijbrandus Hellinga Tonckens (Smilde, 3 december 1821 - aldaar, 16 maart 1882) was een Nederlandse burgemeester.

## Leven en werk
Tonckens was een zoon van de landbouwer en wethouder van Smilde Elzo Tonckens en Elisabeth Reinders Nijensikkinge. Hij was een kleinzoon van Joachimus Lunsingh Tonckens, eigenaar van Huis te Westerveld of de Tonckensborg. Hij studeerde rechten aan de universiteit van Groningen en promoveerde aldaar in 1847. Twee jaar later werd hij benoemd tot burgemeester van Odoorn
.
Hij vervulde deze functie 25 jaar tot 1874. Van 1858 tot het jaar van zijn overlijden 1882 was hij lid van Provinciale Staten van Drenthe
.
Tonckens huwde op 26 februari 1852 te Odoorn met de aldaar geboren Hinderkien Huizingh, dochter van de landbouwer Harm Huizingh en Jantien Roosingh.